# لويس بايلي (ضابط البحرية الملكية)
الأدميرال السير لويس بايلي (28 سبتمبر 1857 - 16 مايو 1938) ضابطًا في البحرية الملكية خدم خلال الحرب العالمية الأولى. انضم بايلي إلى البحرية الملكية عام 1870. خدم في الحرب الأنجلو-أشانتي الثالثة (1873) وضد القراصنة في حوض الكونغو (1875). خدم لاحقًا في إتش إم إس أجينكورت (1865) وفي الحرب الإنجليزية المصرية (1882).